# Karl Bodmer
Karl Bodmer (Zurigo, 6 febbraio 1809 – Barbizon, 30 ottobre 1893) fu un pittore svizzero naturalizzato francese.
Fu inizialmente acquarellista e illustratore, in età avanzata lavorò molto con la fotografia.

## Biografia
Il primo maestro di Bodmer fu lo zio Johan Jakob Meier, fratello della madre, eccellente incisore, che lo iniziò all'arte del disegno già all'età di 13 anni. Bodmer apprese poi la tecnica dell'acquarello, della quale divenne esperto e che utilizzò sino al suo trasferimento definitivo in Francia. Lavorò così sino a 23 anni, quando gli si presentò un'occasione che gli cambiò radicalmente la vita: il principe Maximilian zu Wied-Neuwied lo invitò a partecipare ad una spedizione scientifica nel Nord America come illustratore di viaggio.
La spedizione salpò da Rotterdam il 7 maggio 1832 sul veliero Janus con il programma di esplorare il nuovo mondo per 28 mesi. Giunti nel Golfo del Messico, cominciarono a risalire i grandi fiumi (Missouri, Mississippi, Ohio) costeggiandone le rive e compiendo escursioni nell'entroterra per studiare le popolazioni amerinde. Bodmer realizzò una grande quantità di disegni e di acquarelli ritraendo quasi esclusivamente gli indiani nei loro costumi e nei loro atteggiamenti. La sua opera fu fondamentale nel delineare l'immagine che gli europei si sarebbero fatta in seguito dei nativi americani.
A fianco delle pitture, le sue litografie, edite a Parigi da Arthus-Bertrand, restano ancor oggi un riferimento importantissimo per coloro che studiano le popolazioni amerinde prima della colonizzazione europea. In particolare, esse sono una fonte d'informazione primaria per gli attuali indiani d'America che desiderano ritrovare le tracce del loro passato.

Bodmer ha lasciato quindi una testimonianza straordinaria e preziosa sugli amerindi, sui loro vestiti, le danze, le armi, gli utensili, sui loro accampamenti, le usanze e persino sulle loro fisionomie e i tratti somatici.
Il 4 luglio 1834 la spedizione ripartì da New York per approdare l'8 agosto nel porto di Le Havre con a bordo ben quattro esemplari vivi di orsi Grizzly.

Due anni dopo, Bodmer si trasferì per qualche tempo in Renania, poi definitivamente a Parigi. Qui continuò e ampliò la sua attività di pittore e illustratore, nonché di scrittore, ed espose frequentemente ai Salon. 
Conobbe e divenne amico di Théodore Rousseau e di Jean-François Millet, che nel 1849 lo condussero a Barbizon, presso la foresta di Fontainebleau. Bodmer iniziò quindi a dipingere a olio realizzando molte tele paesaggistiche della famosa foresta. Per questa ragione il suo nome viene spesso accomunato a quello degli artisti della Scuola di Barbizon.
In quegli anni Bodmer prese la cittadinanza francese con il nome di Charles Bodmer. Diede alle stampe molte altre incisioni e, in età matura, si dedicò con passione alla nascente arte fotografica.
Bodmer prese alloggio a Parigi in una casa della "Grande Rue du Village", divenuta oggi l'"Hotel des Charmettes".

In Francia ebbe un riconoscimento ufficiale e fu ricevuto da Luigi Filippo nel 1839. Nel 1877, infine, fu nominato Cavaliere della Legion d'Onore.
Morì a Barbizon all'età di 84 anni.

## Illustrazioni principali
- Maximilian Alexander Phil Wied-Neuwied , Voyage dans l'intérieur de l'Amérique du Nord exécuté pendant les années 1832, 1833 et 1834. Tavole di Karl Bodmer, Edizione Arthus Bertrand, 1840-1843.
- Maximilian Alexander Phil Wied-Neuwied , Voyage dans L'intérieur de L'Amérique du Nord pendant les années 1832-1834. Tavole di Karl Bodmer, Edizioni Taschen, 2001.

## Galleria d'immagini

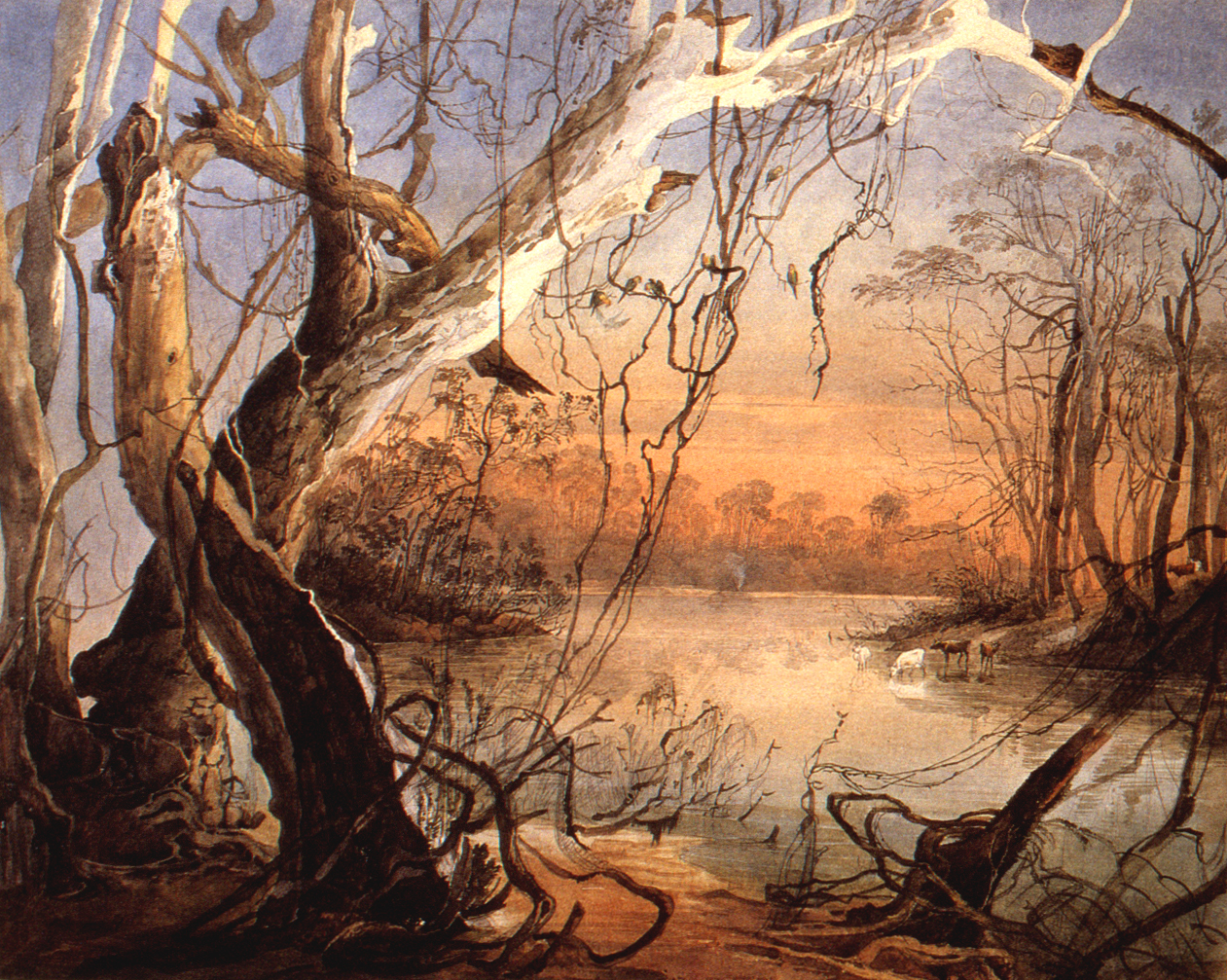
Il fiume Fox nell'Indiana
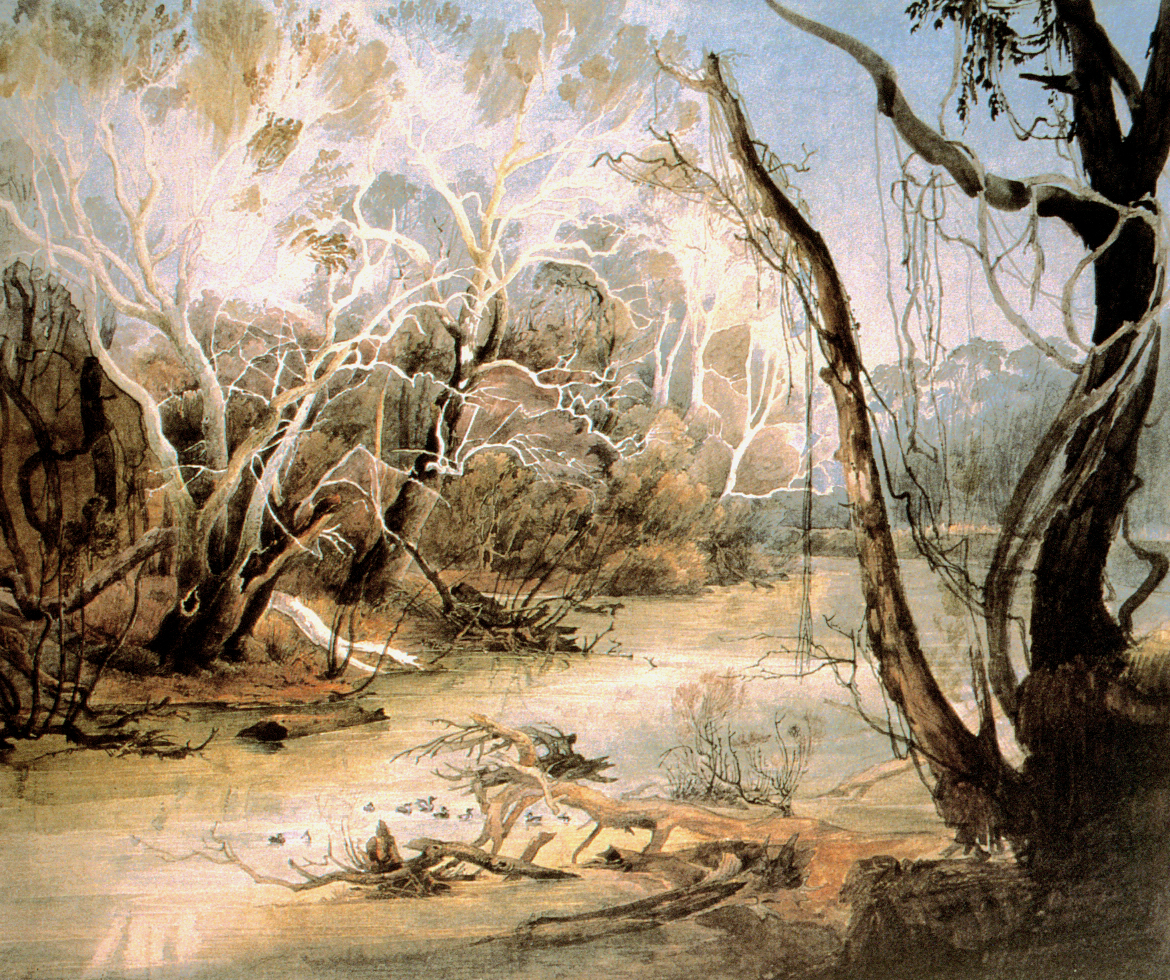
Il fiume Fox presso New Harmony
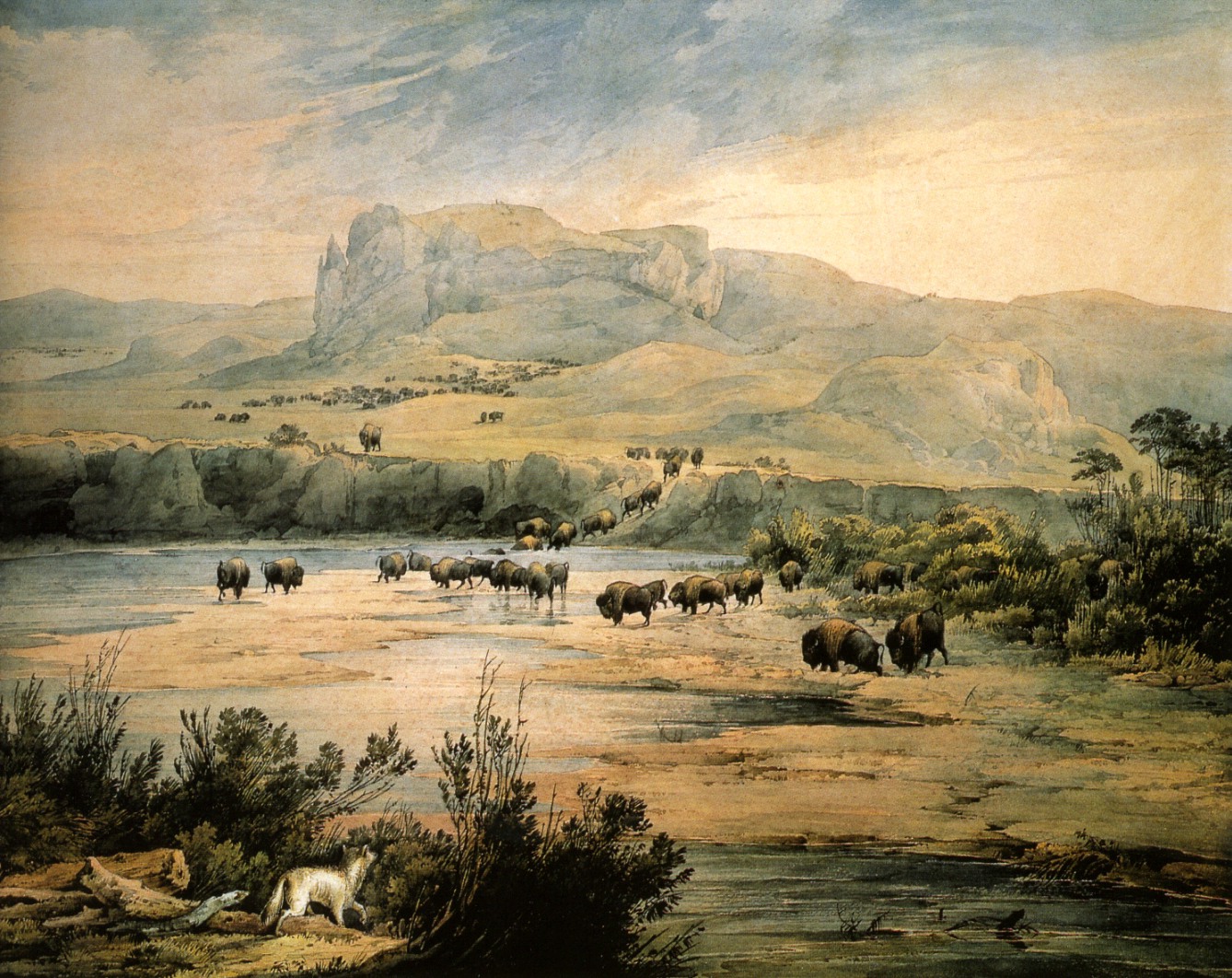
Paesaggio con bisonti nel Missouri
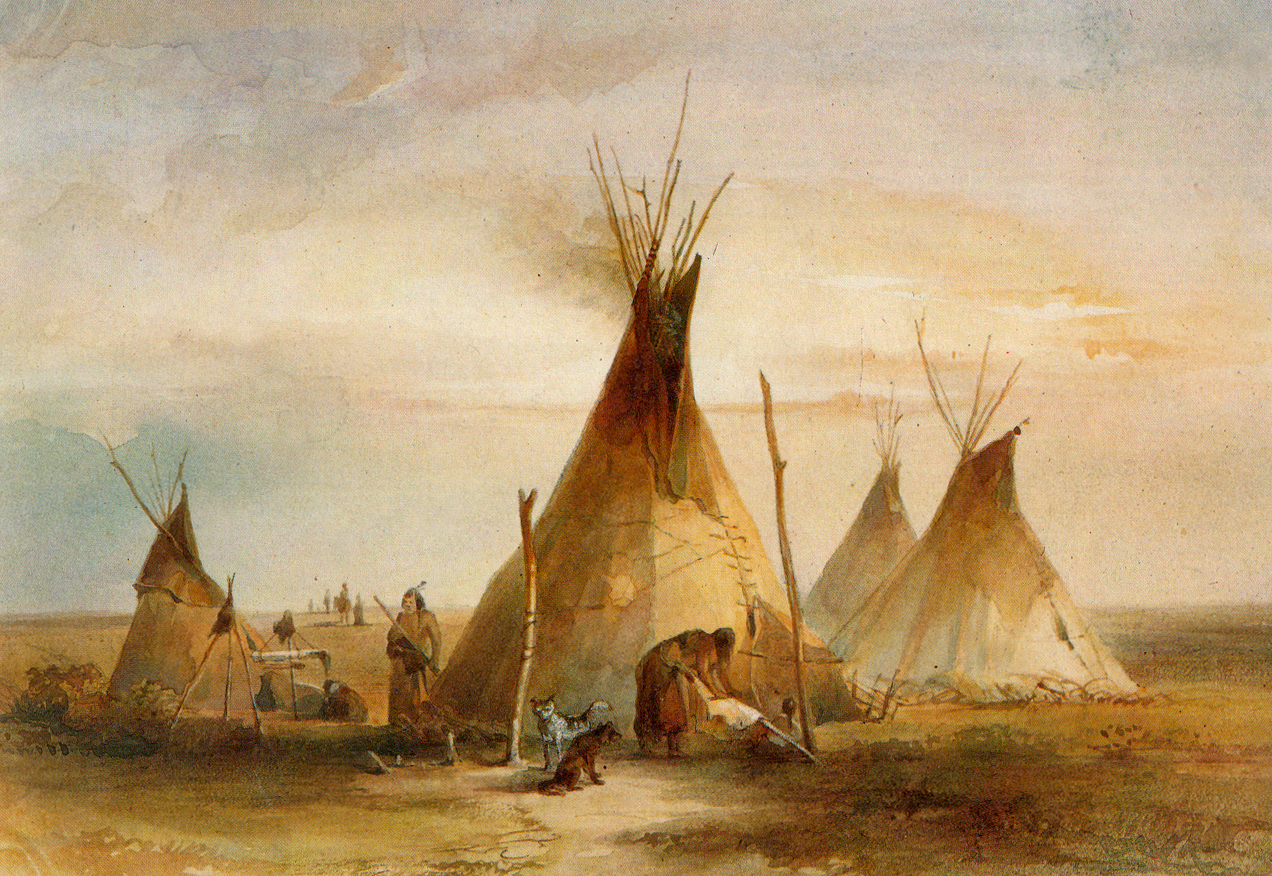
Accampamento di Sioux

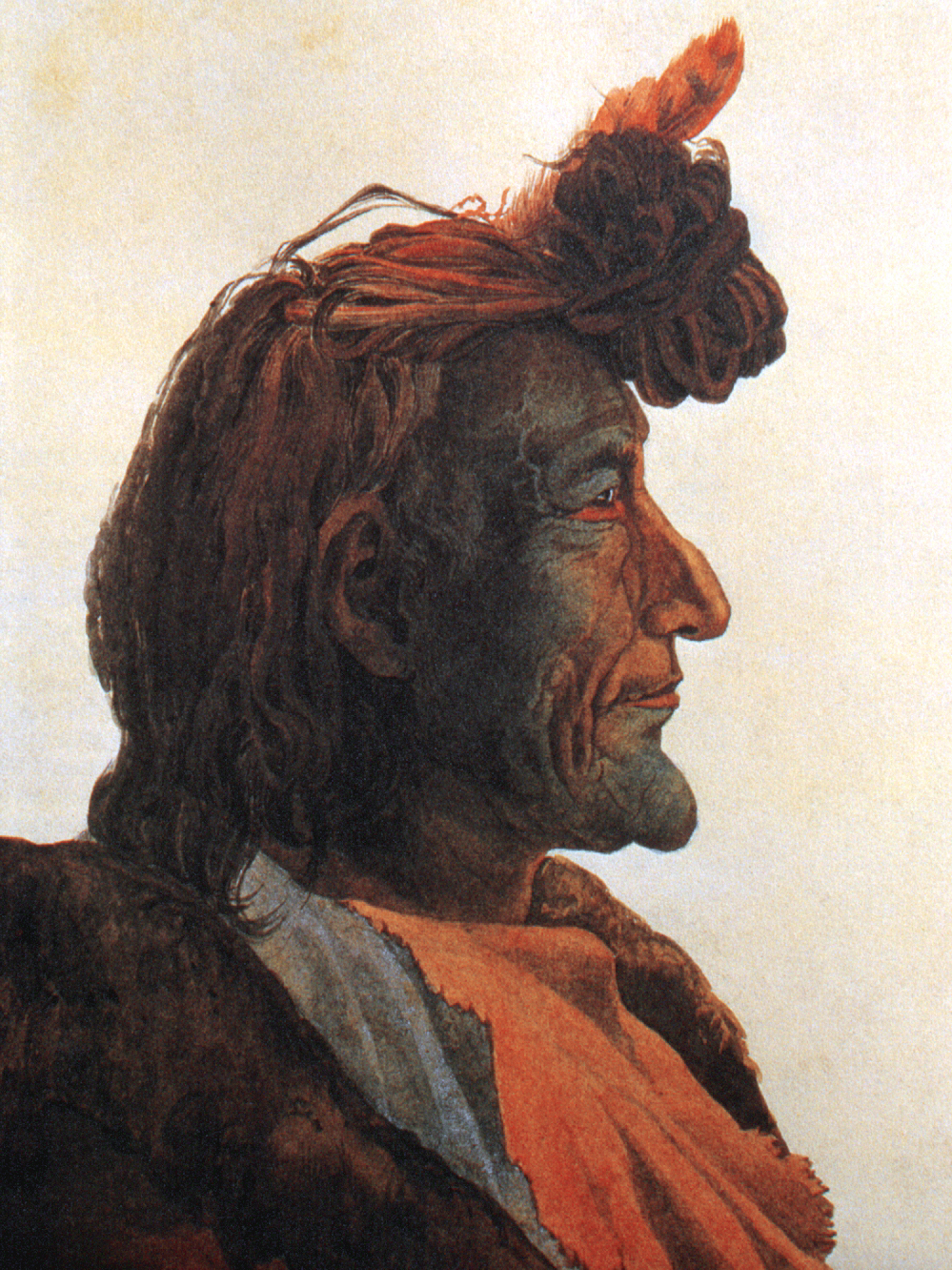
Uomo della tribù dei Piedi Neri
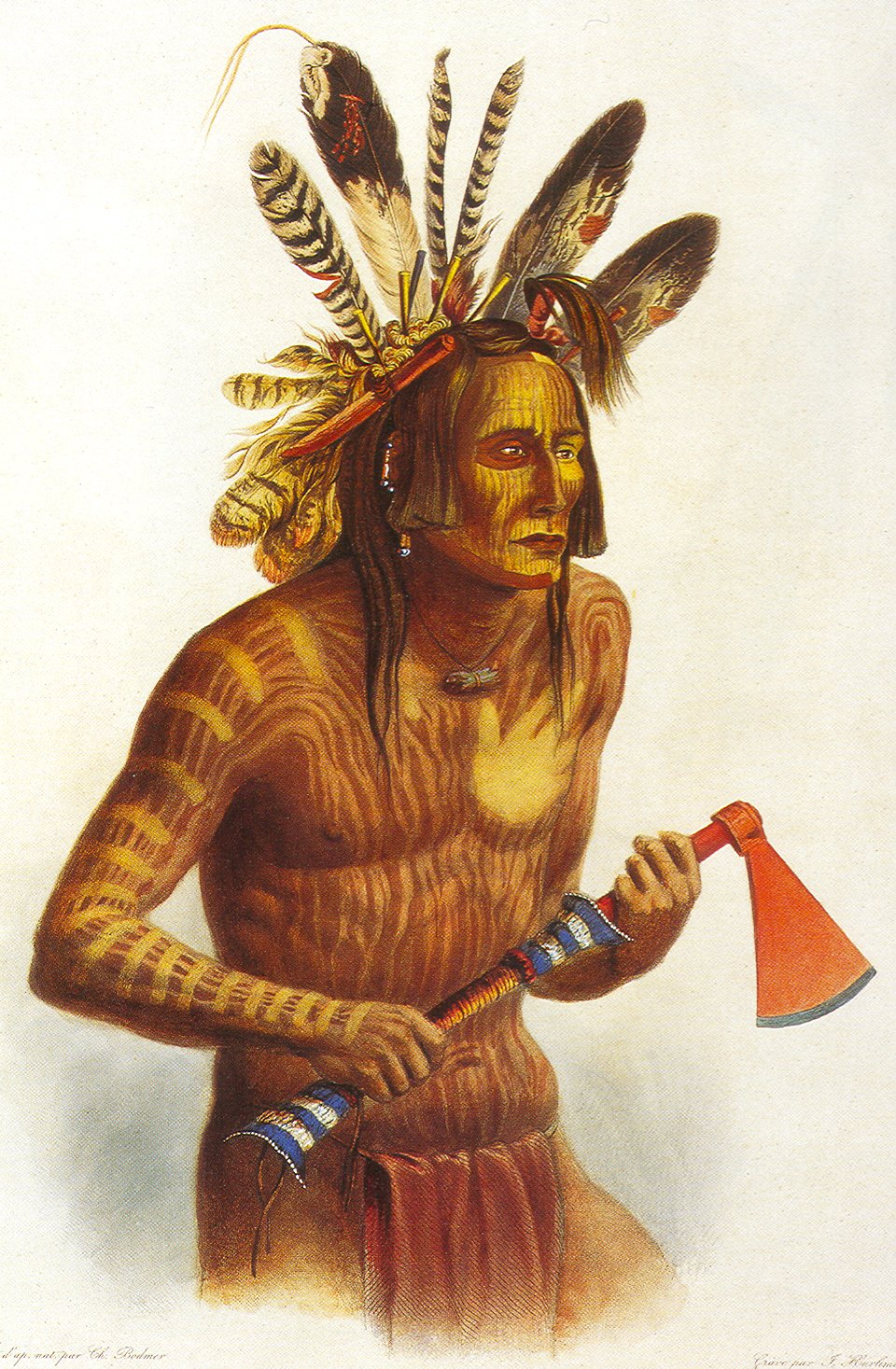
Mato - Tope, uomo della tribù dei Mandan
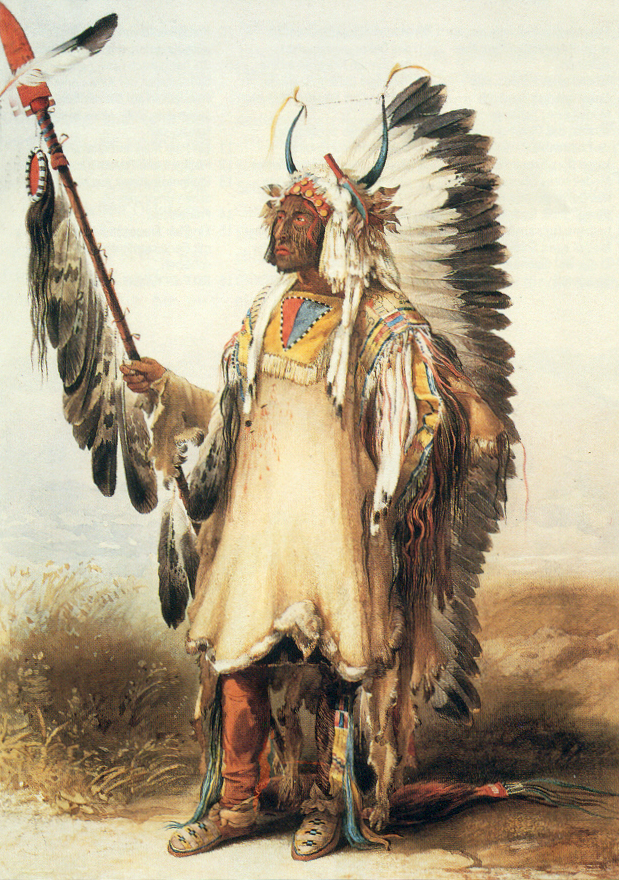
Capo Mandan
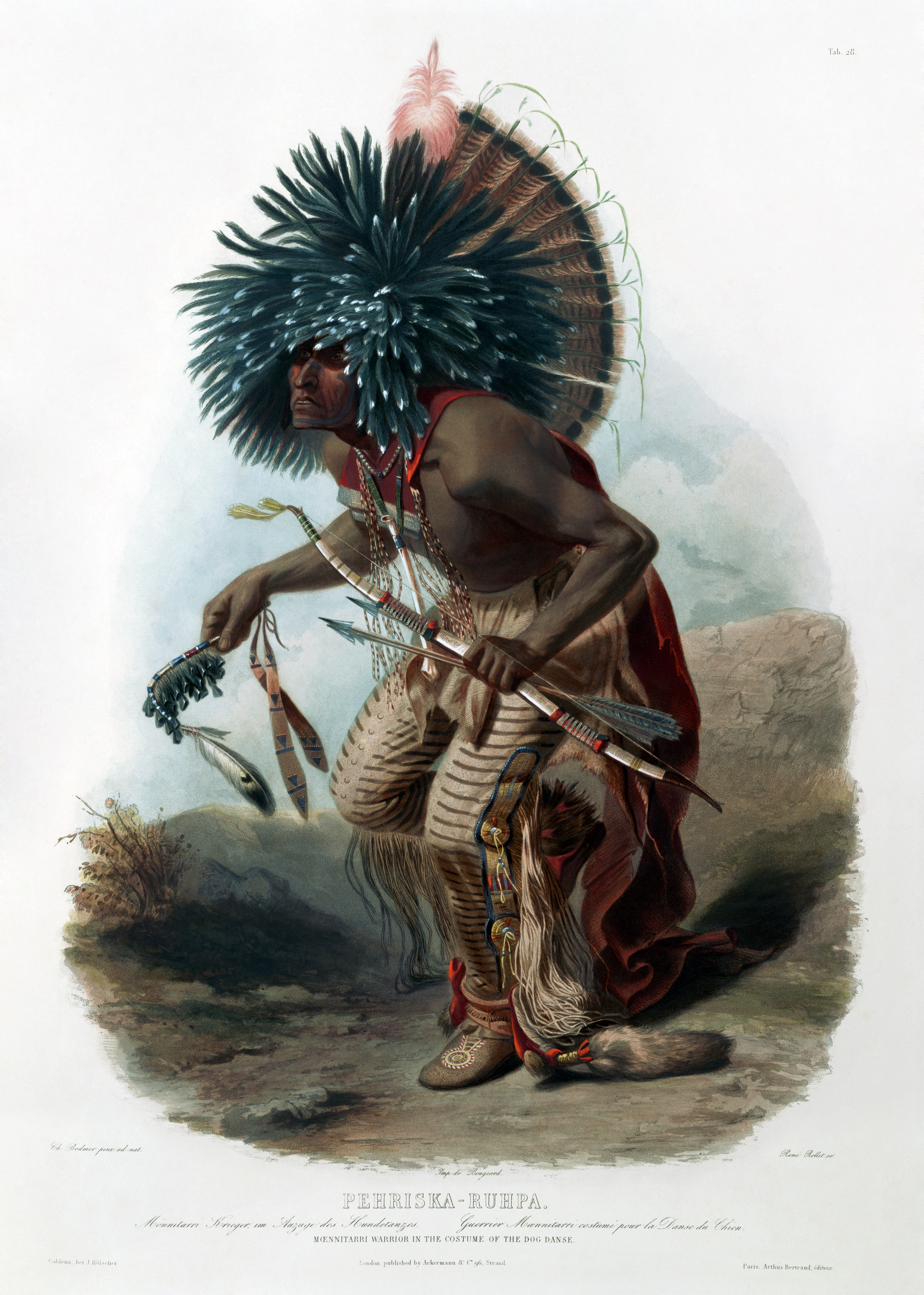
Guerriero Moennitarri nel costume della danza del cane